# Andrea Leadsom
Andrea Jacqueline Salmon Leadsom (Aylesbury, 13 mei 1963) is een Britse politica voor de Conservatieve Partij. Zij bekleedde posten in de regeringen van David Cameron, Theresa May en Boris Johnson.  Zij deed twee keer een vergeefse poging om partijleider te worden. 

## Carrière
Leadsom studeerde politicologie aan de Universiteit van Warwick. Ze werkte vanaf 1987 voor een divisie van de financiële dienstverlener Barclays, stapte in 1997 over naar het hedgefonds van haar zwager Peter de Putron en was van 1999 tot 2009 plaatsvervangend hoofd financiële instellingen bij de investeringsbank Invesco Perpetual. 
Ze werd ook politiek actief voor de Conservatieven. Van 2003 tot 2007 was ze lid van de districtsraad voor South Oxfordshire. Bij de Britse Lagerhuisverkiezingen 2010 werd Leadsom gekozen tot lid van het Lagerhuis voor het kiesdistrict South Northamptonshire. Ze maakte enkele jaren deel uit van de Treasury Select Committee. Onder premier David Cameron werd ze in 2014 staatssecretaris van Economische Zaken en een jaar later 'junior minister' van Energie.
Bij het referendum over het EU-lidmaatschap van het Verenigd Koninkrijk in juni 2016 behoorde zij tot de felle voorstanders van een brexit en voerde daarvoor intensief campagne met haar partijgenoten Boris Johnson en Michael Gove. Na de uitslag, waarbij brexit-aanhangers de meerderheid kregen, werd ze door journalisten geconfronteerd met haar uitspraken uit april 2013, toen ze gewaarschuwd had dat een brexit "een ramp zou zijn voor de economie en zou leiden tot tien jaar economische en politieke onzekerheid". Ze verdedigde zich door te zeggen dat haar mening was veranderd nadat ze de werking van Europese instituties grondig had bestudeerd.
Op 29 juni 2016 stelde zij zich kandidaat om David Cameron op te volgen als partijleider van de Conservatieve Partij en als premier van het Verenigd Koninkrijk (VK). In de tweede stemronde bleven Theresa May en Leadsom over als de kandidaten met de meeste steunverklaringen van Conservatieve Lagerhuisleden. Tijdens de verkiezingscampagne werd Leadsom door tegenstanders verweten dat ze haar curriculum vitae mooier zou hebben gemaakt door functies en verantwoordelijkheden in te vullen die ze niet gehad had. De grootste controverse ontstond doordat ze in een door The Times gepubliceerd interview had gesuggereerd dat ze als moeder van drie kinderen beter toegerust was voor de uitdagingen van de samenleving dan de ongewild kinderloze May. Uiteindelijk bood ze May haar excuses aan. Op 11 juli 2016 maakte Leadsom bekend dat ze zich had teruggetrokken uit de strijd om het partijleiderschap omdat het verschil in aantallen steunverklaringen tussen haar en May onoverbrugbaar groot was. Hiermee stond de weg open voor May om David Cameron op te volgen zonder de stemming onder partijleden af te wachten.
Vervolgens werd Leadsom op 14 juli 2016 benoemd tot minister van Milieuzaken in het kabinet-May I. In het tweede kabinet dat May vormde na de Lagerhuisverkiezingen van 8 juni 2017 kreeg Leadsom geen beleidsportefeuille, maar werd ze benoemd tot Lord President of the Council en Leader of the House of Commons. Deze functies legde zij op 22 mei 2019 neer uit onvrede over Mays laatste brexit-voorstel, waarin onder meer vastgelegd werd dat als ook dit voorstel door het Lagerhuis zou worden afgewezen, er een stemming zou plaatsvinden over een tweede landelijk referendum met de vraag of het VK wel of niet in de EU moest blijven. Zij verklaarde dat ze als Leader of the House niet meer geloofwaardig het laatste brexit-voorstel van May kon presenteren. Toen May twee dagen later haar aftreden aankondigde, behoorde Leadsom tot degenen die zich kandidaat stelden voor haar opvolging als leider van de Conservative Party en premier. Zij behaalde in de eerste stemronde elf van de 313 stemmen en was daarmee meteen uitgeschakeld.
Zij was in het kabinet-Johnson II van juli 2019 tot februari 2020 minister van economische zaken (business secretary).
Bij de Britse Lagerhuisverkiezingen 2024 deed Leadsom uit eigen beweging niet meer mee. Als logische consequentie daarvan verloor ze haar parlementszetel op 30 mei 2024. Die bleef wel in conservatieve handen: haar opvolgster werd Sarah Bool.

## Persoonlijk
De politica trouwde in 1993 met Ben Leadsom, werkzaam bij een ingenieursbureau voor de auto-industrie. Ze kregen twee zonen en een dochter. Leadsom maakt als overtuigd christen deel uit van diverse bijbelgroepen.

## Memoires
- Andrea Leadsom, Snakes and Ladders: Navigating the ups and downs of politics (London: Biteback Publishing, 2022) ISBN 9781785907005